# ハカイジュウ
『ハカイジュウ』は、本田真吾による日本の漫画。『月刊少年チャンピオン』（秋田書店）にて、2010年5月号から連載開始し、2014年7月号にて第1部が完結。その後、第2部が2015年1月号から2017年7月号まで連載。『週刊少年チャンピオン』（同社刊）にて、外伝の『ハカイジュウ〜Another Side〜』が短期集中連載された。2012年7月時点での累計発行部数は100万部に達する。

## あらすじ

### 第一部
陽編（1 - 4巻）
東京都立川市が舞台。主人公である鷹代陽は、突然巨大な地震に襲われ気を失う。目が覚めると外には死体の山と、その傍らには謎の怪物がいた。陽はわけもわからぬまま教室に向かい、隠れていた白崎直央と共に何とか学校を脱出、その直後に校舎は巨大な怪物に踏み潰されてしまう。住宅街へ逃げた先で不良の田所と出会い、町に空いた巨大な穴の存在、民家から流れるニュースが立川の異常に一切触れていないこと、幼馴染の未来が立川に来ているというメールに気付く。
駅で怪物に追い詰められ駅地下映画館へ避難。未来を探しに陽と直央と教師の武重が調査に出ると、立川を取り囲むように巨大な溝のようなものが広がって立川は完全に孤立してしまっていることを知る。ビル屋上で陽の中学時代の同級生・桜と会い、映画館に誘導しようとするが怪物が襲撃、桜以外の避難者は惨殺され陽だけ取り残される。更には超巨大な怪物が新たに出現し、陽が命辛々映画館へ逃げ込むと武重が正気を失っており仲間達に襲いかかっていた。そこへ館内に怪物が侵入し、生き残るために陽達と武重が協力して何とか脱出すると生存者を無視して飛び去る軍用ヘリを発見。彼らは怪物を捕獲するのが目的で生存者を助けようとはしなかったが、村内が撮影していた動画を交渉材料にヘリの同乗を許してもらい、とうとう立川を脱出できることになる。ところが飛行中のヘリの中で怪物の幼体が目を覚まし部隊長を瞬殺、更には体を貫かれた武重が白崎を守るために怪物と一緒にヘリから飛び降りた。
そしてヘリが立川の巨大な溝を通過しようとした直後、巨大な怪物の触手が容赦なくヘリを撃墜する。
未来編（5 - 13巻）
東京都全域が舞台。陽の幼馴染である藍沢未来は、修学旅行で東京に来たため、幼馴染だった陽達に会おうと立川の近くまで来ていた。しかし突然大地震が起き、立川全域が巨大な壁で封鎖されてしまう。壁の外側にいた未来は、陽達に連絡が繋がらなくなったことを不審に思い、壁を抜けて立川に向かうことを決意する。途中で心配した久遠瑛士の弟・絢士も合流し、謎の軍隊に追われながらも共に多摩川から立川への侵入に成功。そこで巨大な怪物達の存在を垣間見てしまったことで軍隊に命を狙われる。逃走中、怪物の幼体を発見して捕獲、そのまま壁の外へ脱出すると、今度は未来の実家である京都に巨大生物が現れた。未来たちは修学旅行の団体に紛れ込み、絢士は捕獲した怪物をテレビ局に売り込んで立川と京都の真実を全国へ伝えようとするが、テレビ局にもすでに政府の手が伸びていた。更には怪物が未来の同級生・一条に寄生し、テレビ局内で大量に死者を出す。その後一条ごと怪物は自爆、未来と絢士は軍隊に捕えられるが今度はお台場から巨大生物が出現、軍隊は二人を放置して撤退する。外へ脱出すると地面から怪物を取り囲むように壁が迫り出し、一斉攻撃を開始し怪物を爆破する。未来たちは爆破直前にたまたま通りかかった屋形船に助けられたが、追ってきた軍隊に船が沈められ、車で新宿駅へ向かうも今度は怪物が襲ってくる。万事休すかと思われたところへ、陽と一緒にいたはずの白崎直央が助けに駆け付けた。
直央はヘリ墜落時に怪物用のケースに身を隠すことで助かったが、陽が重傷を負ってしまったため、治療するために謎の軍隊の保護を受ける。しかし再度の地震でトラックを飛び降り、そこで未来たちと出会った。陽の無事を伝え皆で地下歩道へ逃げ込むが、そこもすでに怪物の巣になっており、更には出口も軍隊の手で封鎖されてしまう。そんな最中、何か事情を知っているホームレスの氏家と出会い、新宿を脱出するために彼に案内を頼む。彼は15年以上も前に大江戸メトロ新宿西口で怪物を発見しており、その当時の工事現場の抜け道を通って軍のガス兵器を逃れることに成功するが、中はすでに怪物が居座っており、仲間達3人が犠牲になる。何とか新宿を脱出すると、外は怪物達のことなど何も知らない平和な町だった。無理がたたり倒れた白崎を介抱するため、未来の修学旅行のホテルで休んでいると、政府が会見を開き怪物達のことを明言する。それと同時にホテル周辺に巨大生物が何体も現れ町を襲撃しはじめるが、それを謎の兵隊「フューズ」が瞬く間に殲滅する。しかしフューズは暴走し、人間も無差別に殺しはじめる。白崎に襲いかかったフューズは、怪物に寄生され変わり果てた武重だった。
武重が白崎の言葉でわずかな理性を取り戻し、陽が連れて行かれた対策本部がスカイツリーにあると分かったため、一行はトール型を撃退しつつ本部へ向かう。本部に着くと指揮官である早乙女から、武重をファイナルフューズさせるために協力しろと言われ、更には久遠瑛士がフューズ04となって立ちはだかった。そこへ運び込まれた陽が目を覚まし呼び掛けたことで、瑛士は正気を取り戻すが、スカイツリーを襲撃してきたトール型を撃退するために戦って命を落とす。100体のフューズ軍団も壊滅してしまい、ファイナルフューズした武重がトール型を全滅させることに成功したものの、早乙女の話を聞いて帝王を倒して自分が真の王であることを証明しようと、スカイツリーを引っこ抜いてしまった。それにより目を覚ました帝王が上体を起こしただけで東京は壊滅、日本滅亡の危機に陥る。しかし武重が命懸けで帝王の楔となり、帝王を鎮めることに成功した。仲間達と親友の死を目の当たりにした陽は、怪物と完全融合した新人類エボルとして覚醒する。
5年の月日が流れ、早乙女は本土の生存者からエボルの適正者を探し出しエボル部隊を立ち上げ、帝王を目覚めさせようとする特殊生物達へ最終決戦に挑む。42人のエボル部隊のうち38名が死亡、何とか日本中のトール型を退けたが、すでに世界中は帝王と同サイズのギガトール型に蹂躙されており、その全てが日本の帝王を目指して向かってきていた。生き残った陽達は最後の戦いへ挑む。

### 第二部
魅央編（14巻 - 21巻）
鷹代陽と白崎直央の娘である鷹代魅央は、今までの特殊生物災害が無かったかのような平穏な町で過ごしていた。しかし様子のおかしい両親、そして連続殺人事件が付きまとう。魅央の同級生・拓斗が、クラスメートの辻本奏のお見舞いに行った際、偶然殺人現場に遭遇、そこで立ち去る魅央の姿を目撃する。ことの真相を確かめるべく拓斗は魅央の家を訪ねるが、辻本奏と共に魅央の両親が怪物の肉を調理しているところを見てしまい、それを知った鷹代夫妻に怪物の餌にされかける。辛くも逃れたが、奏が拓斗を庇って重傷を負い、そこへ魅央が命を狙ってきた。しかしその本意は、食人鬼ヴァリアントと化し連続殺人と弟の命を奪った仇である辻本奏を倒すためだった。正体を現し怪物となった奏を倒し、この町が政府によって作られた地下隔離施設「クラスター7」であることを拓斗に明かして別れを告げる魅央。だが魅央に好意を寄せる拓斗は一緒に地上へ出ることを志願する。しかし地上へ上がるエレベーター内で、突如ヴァリアント化してしまった拓斗は、魅央によって処分された。
魅央は死んだ弟をクローンとして蘇らせるために地上に出たが、父親から聞いて楽園だと思い描いていた地上は、特殊生物達が跳梁跋扈する地獄だった。そこで生存者であるキイチ、ナナセ、レンに出会い、安全地帯だといわれる「あべのハルクス」へ一緒に向かう。溢れかえるヴァリアントの群れや特殊生物達を退け、なんとかあべのハルクスに辿り着いた一行は、そこを収めるルシリアの支配者・ナルミに、大阪城にあるクローン製造装置を取ってきて欲しいと頼まれる。弟の復活のためもあり大阪城へ向かうが、そこで装置を守っていたのはオリジナルの父、鷹代陽だった。魅央は弟のクローン再生を懇願するが、陽はそれを頑なに拒んだ。それにより交渉が決裂し、ナルミは大量のエボルとヴァリアント集合体を引き連れ、クローン製造装置の奪取に向かう。一方陽も武装させた自分のクローンを大量に用意し立ち向かう。そこへ絢士が太陽の塔に乗って助けに駆け付け、形勢逆転かのように見えたが、特殊生物の肉を食べた魅央がヴァリアント化してしまい、更にはヴァリアント集合体にルシリアのエボルが合体してパワーアップしてしまう。追い詰められた太陽の塔が暴走し、ヴァリアント集合体を捕食、魅央は暴走したまま父・陽に襲いかかる。魅央を助けるため、陽が守りながら命懸けで説得したことで正気を取り戻すが、ナルミの一撃により陽は死亡してしまった。父の死を乗り越え、完全エボル化を果たした魅央が圧倒的な強さでナルミとルシリアを蹴散らすが、キイチ達を人質に取られ、絢士も暴走した塔に取り込まれかけたため、クローン装置を諦めて撤退した。ナルミは奪ったクローン装置で救世主、武重を復活させる。
8日後、クローン製造装置を取り戻すためにあべのハルクスへ向かうが、一足早くクローン装置により復活した武重により全滅。記憶を失い「人間を破壊したい」という衝動だけの存在となった武重に、精鋭エボルや魅央までも返り討ちに遭ってしまう。あわや全滅かと思われたその時、魅央の顔を見た武重が白崎直央と勘違いし、彼女と自分だけの王国を築く為に全人類を抹殺すると宣言する。更には生きていたナルミが“帝王”を連れて現れ、再び武重と帝王を一つにしようと画策するも武重はこれを拒否し、自分が一つになるのは白崎だけだと完全なエボル化を果たし帝王を倒す。更にはナルミを取り込んだ事で魅央が白崎直央でない事を知り、鷹代と白崎の愛の賜物の魅央へ逆に憎悪を募らせ、地球を滅ぼす「地獄の卒業式」を開始する。武重はナルミを取り込んだ事で特殊生物の記録情報を読み解き、特殊生物が地球の意志であり、地球の害となった人類と文明を破壊し新たな生態系を作り直す為の自浄作用だった事を明かす。そしてその総仕上げとして大量の特殊生物が実った生命の樹、破壊樹が現れた。武重の攻撃から味方を守った魅央が瀕死になり、絢士が身代わりになって食べられた事で武重は絢士の記憶から白崎直央が命を懸けて魅央を守り抜いて死んだ事を知り、魅央達を助け「君には彼女の願いを叶える責任がある」と言い残すと、破壊樹に突入して乗っ取り自爆して破壊した。しかしすでに実っていた実からは特殊生物達が大量に生み出されてしまう。
そして救世主復活と消滅の日から15年後、破壊樹が枯死した事で新たな特殊生物の生産が完全にストップし、すでに7割は駆除された人類に希望が見えてきていた。魅央とレン、そして彼らの子供達は今日も特殊生物討伐に飛び出していく。

## 登場人物

### 第1部
鷹代 陽（たかしろ あきら）
本作の主人公で立川学園高校の2年生。バスケ部に所属しているが補欠である。親友であり同じチームの主力選手である瑛士の背中をずっと追いかけていたが、次の試合でスタメン選手に選ばれたことでようやく同じラインに立つことができた。瑛士との昼練で体育倉庫にボールを取りに行った際、地震が発生し倒れてきた棚が当たり気を失ってしまう。気づいた時には学校が怪物に襲われており、校内で出会った直央と脱出を試みる。その後のメールで未来が立川に来ていることを知り彼女を探すことを決意する。未来を探しに向かったデパートの屋上で立川周辺が360度陥没していることを知り愕然とする。しかしどんなに危険な目にあっても探すことをあきらめないため、次第に武重から直央に危害を加える悪魔だと認識され彼から命を奪われそうになる。ヘリで立川脱出の際にトール型の攻撃でヘリが墜落し、一か八かで直央と共に特殊生物を収めていた箱の中に避難したが、墜落の衝撃でパイプが脇腹に刺さって重傷を負う。
その後、黒の軍隊の手でトラックに乗せられ本部で傷口に特殊生物の細胞を移植され培養液の中に入れられたが、フューズ化しなかったために早乙女には役立たずの烙印を押されていた。しかし突如目を覚まし自力で強化ガラスをぶち割り脱出、ついに未来との再会を果たす。特殊生物の細胞を移植させられたことで超人的な身体能力を手にするも、「フューズ」のように理性を失っていないことから、早乙女より人類の希望である新人類「エボル」として覚醒し、人類の未来を担う存在とされた。
5年後の総力戦では、陽の細胞を移植されてできたエボル部隊の隊長として帝王の楔を死守するために戦うも、部隊の大半が戦死してしまう。辛くも勝利したと思った矢先、世界中はすでに帝王クラスのギガトール型で溢れかえっていた。直央とこれからもずっと一緒に生きていたいという思いを胸に、新たに出現した帝王クラスの特殊生物に立ち向かっていく。
久遠 瑛士（くどう えいじ）
陽の親友で同じバスケ仲間であるチームの主力選手。幼いころから陽をよくからかっていた。陽がスタメンに選ばれたことでライバルと認め、大会で多く点を取ったほうが未来に告白することを提案する。地震のあと、陽と同じリストバンドをした左腕が発見され、しばらくの間生死不明であったがフューズ04としてスカイツリーのある本部で未来たちと再会する。再開時は理性を失っていたが、覚醒した陽の呼びかけで意識を取り戻した。その後早乙女の呼びかけで未来を陽に託し、陽達を守るためスカイツリーに集まってきたトール型と対決するも背後から襲われ、捕食される寸前で自爆した。
白崎 直央（しらさき なお）
立川学園高校の生徒会長で陽のクラスメイト。クールな雰囲気だが美人のため男子からの人気は高い。陽が学校で出会った唯一の生存者であり、友人を皆殺しにされたことで、かなり取り乱していたが、徐々に本来の冷静さを取り戻していく。学校を脱出後、怪物に襲われたところを陽に助けられたことを恩に感じており、陽の未来に会いたいという思いを強く受け止め自分の命に代えてまで陽と未来を再会させることを決意する。ヘリで立川脱出の際、怪物の襲撃を受けるも陽のとっさの判断で特殊生物を収めていた箱の中に入り墜落から一命をとりとめた。その際右目を負傷しており、未来たちに出会った際は包帯を巻いていた。重傷を負った陽を助けるために黒の軍隊のトラックで立川を囲っている壁の外へ脱出を図るも、途中で怪物出現に伴う地震発生でトラックを飛び出し偶然未来を発見する。怪物であふれて街中パニックになる中、冷静な判断を下し安全な場所に誘導している。また、時折暴走しがちになるメンバーを制止することが多い。身体能力が高く幼いころから薙刀や弓道をしていたが、未来を陽に送り届けるという強い思いで怪物相手に立ち向かっている。最終的には彼女の存在が怪物を倒す大きな鍵となった。5年後の総力戦では部隊のオペレーターを務めている。
田所（たどころ）
陽と同じ高校に通う不良。住宅街にある立体駐車場に、同級生のモジャ男と一緒に隠れていた。白崎に好意を持っている。クラスメイトを苛めていたり、文句の多い人物だが、陽とは行動を共にするうちに信頼していく。最初は口だけの腰抜けだったが、女の子ですら立ち向かう姿を見て勇気を振り絞り武器を取る。立川脱出時に怪物の攻撃でヘリが墜落し、消息不明となった。
桜 麻子（さくら まこ）
陽の中学校の同級生。立川のデパート屋上で陽と再会する。当時は病気がちであまり学校にも行っておらず、クラスでも目立たない地味な少女であった。誤ってジュースをかけられた際、ジャージを貸してくれた陽のことを感謝している(実際はシャイであったので代わりに瑛士が渡したが)。地震発生の前に未来を目撃している。ヘリで脱出するも怪物の攻撃で撃墜され、その後の消息は不明。
武重 満（たけしげ みつる）
陽達が立川駅近くで出会った生存者の一人で、体育教師をしている筋肉隆々の大男。職業柄陽達のことが放っておけず、映画館に避難後、未来を探す陽達に協力する。はじめは信頼できる教師として振る舞っていたが、本当は愛の指導と題して自分好みの少女にセクハラをしてクビになった人物であり、昼間からパチンコ三昧の生活を送っていた。異常な状況下で直央という新たな理想に出会ったことで、狂気と言えるほどに彼女に執着し、最終的には自分の国を作りあげることを目的とする極めて独裁的な人物へと変貌した。彼女に危害を加えるものや自分たちの和を乱す者は徹底的に叩き潰そうとする。立川脱出の際、ヘリの中で眠らされた怪物が目覚め直央を襲おうとした時、自身の身を挺して庇って怪物諸共ヘリから飛び降りた。
その後は死亡したかと思われたが、怪物が身を守ろうと自身の腕から消化液を逆噴射したことで落下の衝撃を和らぎ一命をとりとめ、のちにフューズ03となって直央達と再会する。怪物と一体化し、肉体と精神を乗っ取られそうになるも、異常なまでに直央に執着する彼の精神力が勝り意識を保っていた。フューズ04との戦いで重傷を負うも人類の切り札となるファイナルフューズの適合者とされ、スカイツリーに集まってきた大量のトール型を倒している。しかし早乙女から帝王の存在を知らされると、自分が真の王であることを証明するために自らスカイツリーを引き抜き帝王を目覚めさせてしまった。その後、同じくファイナルフューズとなった早乙女とともに帝王を再び封印するために立ち上がるものの、帝王の尻尾に捕食されてしまう。しかし内部を掻っ捌いて脱出し、片腕と両足をもがれながらも最後の力を振り絞り、直央と結婚する夢を見ながら自らが楔となり帝王の中枢に突き刺さって再び封印した。
村内（むらうち）
映画館で出会った生存者の1人で大学の映画サークルに所属している映画オタクの青年。映画館で武重が暴走した際に真っ先に逃げ出し、非常口から大量の怪物が侵入するきっかけを作りだした張本人である。そのことで武重に命を狙われるも直央の制止でことなきを得る。怪物だらけの状況を映画の主人公になったと錯覚している節がある。あらゆる映画を見てきたため、初めて車を運転する時も自分のイメージ通りに見事にこなし、陽達を映画館から脱出させた。洞察力も高く、怪物の習性を利用しヘリポートまで脱出する時間を稼いだ。街の現状を携帯電話で録画し、映画らしいセリフを吹き込んでいたが、偶然撮影した映像の1つが、黒の軍隊から陽達がヘリに搭乗し脱出するための切り札になり、結果的に立川脱出に大きく貢献した人物である。ヘリで脱出するも怪物の攻撃で撃墜され、その後の消息は不明。
真島（まじま）
映画館で出会ったサラリーマン。常に自分のことを考え、車で脱出する際に直央を囮にしようとするが、その行為が武重の逆鱗に触れ、逆に武重に投げ落とされて怪物に捕食される。
仁科（にしな）夫妻
映画館のオーナー。やっとの夢を叶え映画館を買い取って10年の老夫婦で桜にはおじいちゃん、おばあちゃんとよばれていた。脱皮後のムカデ型に映画館を破壊されその後消息不明となる。
謎の軍隊
正式名称は特殊生物対策部隊。隊員が黒の戦闘服を着ているため通称黒の軍隊と呼ばれており、特殊な任務を受けている。特殊生物を駆逐するためなら一般市民への射撃や拉致も躊躇する様子はなく、特殊生物を捕獲し研究をし、目撃者を連行し特殊生物の存在を隠蔽しようとしていた。背後には政府が関与している。地震発生後の立川にヘリで向かい特殊生物のサンプルを捕獲した。直央達にヘリで救助してほしいと頼まれるも人命救助は任務ではないと拒否した。しかし村内が撮影した携帯の動画から陽達を貴重な情報原ととらえ搭乗を許可した。また、スカイツリーが本部であり、そこには生物学・機械工学・地質学などあらゆる分野のエキスパートが集められ特殊生物の研究やフューズシリーズの開発などが行われている。
久遠 絢士（くどう けんじ）
瑛士の弟で中学2年生。あらゆる面で優れている兄と比較され続けてきたことで無気力な性格になり、立川の封鎖や兄の安否にも興味を示さなかったが、未来の叱咤を受けて瑛士を探しに立川へ立ち入った。その際、墜落したヘリから逃げた怪物（特殊生物の幼体）をマスコミに売り、日本の現状を訴えようとするも、暴走して手に負えなくなってしまった。怪物たちを駆逐するためなら手段を択ばず、多くの一般市民をも巻き添えにする黒の軍隊のやり方に強く反発している。本部で瑛士に再会し、実は瑛士に強く憧れていたと告白するも瑛士の意識を取り戻すことができなかった。陽の呼びかけで正気に戻った瑛士から両親を任されるも帝王の目覚めにより果たせなかった。5年後には生死を何度もさまよいエボルとなるも、フューズ適合者しか保護できない自分の無力さを嘆いている。最終決戦では重傷を負いながらも何とか生き延び、目の前に現れた帝王級の怪物に立ち向かう。
藍沢 未来（あいざわ みく）
陽と瑛士の幼馴染で二人におそろいのリストバンドを渡した。現在は京都に住んでいるが、修学旅行で東京へ来ていた。陽達に会うため立川に来ていたものの、多摩センター方面へ向かい立川の溝の外側にいたため無事であった。その後絢士と出会い陽達の帰りを待っていたが、大きな陥没事故にも関わらず報道されないことに疑問を抱き、立川を囲む壁の中へ入り何が起こっているかこの目で確かめるために侵入することを決意する。そこで偶然絢士に出会い2人で陽達を探しに向かうも溝の内側に巨大な怪物達がひしめく姿を目の当たりにし愕然とする。その後は絢士と多摩川と交差している壁の隙間から外へ脱出し、怪物をマスコミに売るために同じ修学旅行生の一条たちとテレビ局内を見学し公開するチャンスをうかがっていた。しかしその結果、一条ら多数の死者を出す結果となり自分の過ちを責めていたが、絢士の叱咤を受けて再び陽達を探すために立ち上がる。新宿で怪物に襲われそうになった際は自らがおとりになり絢士達を救おうとするも直央が追い払いことなきを得る。その後直央から陽が生きていると知り、生きて陽と再会することを決意する。その後も怪物の襲撃から生き延び本部でついに陽と再会を果たす。5年後の総力戦ではほかの職員に料理を振る舞っていた。戦いの前に瑛士に託された思いを陽から伝えられるも、陽に強く思いを寄せている直央のために戦ってほしいと断っている。
一条（いちじょう）
未来の知人。絢士が持ち帰った特殊生物に寄生され、体が一体化してしまった。その後は超人的なパワーとスピードを駆使しテレビ局の関係者を殺戮するも体が耐えきれなくなり、最終的には自爆してしまった。
海老原 郁斗（えびはら いくと）
お台場の生存者で21歳。浅黒い外見をしており坊主頭に剃り込みをしている男。普段は工事現場で働いており、絢士からソリ込みと呼ばれている。お台場から逃げ出す際に絢士達の船に同行した。女好きのようで危険な状況の中一緒に逃げてきた翠をナンパしさらには未来の携帯番号も聞こうとした。しかし翠が怪物に襲われたとき危険を顧みずに助け出すなど勇敢な男である。新宿を抜け出したら翠とデートしようと誘うも、地下鉄構内で怪物に襲われてしまう。最後の力を振り絞り未来たちが逃げる隙を作るために火を放ち、すでに死亡した翠の遺体を抱えたまま怪物に襲われ死亡した。
春川 翠（はるかわ みどり）
お台場の生存者で19歳。気弱な性格の女性でお台場のレストランでバイトしていた。新宿で怪物に襲われるも郁斗によって助け出される。当初彼の名前を憶えていなかったが、何度か助けられるうちに名前を憶えた。彼からのデートの誘いに応じるも、地下鉄構内で怪物に襲われ頭を食い千切られて死亡する。
辰巳 原（たつみ げん）
お台場から逃げ出す際に船を提供した江戸っ子気質の男性。黒い軍隊の命令を無視したことがきっかけで銃撃され生存者の大半を死亡させてしまったことを悔やんでいる。生き残った生存者を新宿駅へ送り届けるもそこで発生した地震によって怪物たちであふれる街中に残されてしまう。新宿脱出後、家族に会いにいくよう絢士から勧められるも、絢士たちを最後まで見届けたいと言い同行する。彼らの目的地がスカイツリーであると知ると、再び船を出し彼らを送り届ける。
根暗君
お台場の生存者。唯一自己紹介をしていないため、終始「根暗君」と呼ばれていた。物静かであるが非常に利己的な人間で、死体から現金を盗み取ったり、他の生存者を利用することしか考えていない。地下鉄構内でその本性を曝け出した直後、怪物に襲われて死亡した後、肉団子にされる。
氏家（うじいえ）
新宿で絢士たちが出会ったホームレスの老人。常に酒を飲んで酔っ払っている。もともとは15・6年前まで地下鉄工事の責任者だったが、途中、特殊生物を目撃してしまったためクビを切られてしまう。その後は職に就かなかったようで妻と子に逃げられた。新宿を脱出できるルートを知っている唯一の人物。彼が工事を担当していた旧大江戸メトロの現場が彼の寝床であり、そこから現行の大江戸メトロに抜けることができる。作中でも屈指の幸運の持ち主で何度も怪物に襲われそうになるも無傷で生還している。
早乙女（さおとめ）
特殊生物災害対策本部の顧問研究員を務める男。フューズ03となった武重を制御できる直央に興味を持ち、未来と絢士を含む3人を本部へ案内した。唯一特殊生物と対抗できるフューズを長年にわたり研究しており、その適合者になれたことは誇りであると信じている。その一方で特殊生物の細胞を植え付けられ何も反応がなかった陽のことを真の役立たずと称していた。肉親や知人がフューズになることは幸せなことだと言ったことで陽や絢士から激しい怒りを買うも早乙女自身は悪びれる様子は全くない。フューズとなりながらも意識を保っている武重をスカイツリー地下のトール型と融合させファイナルフューズとし、進行した特殊生物を殲滅させることが彼の本当の目的である。そのため瑛士の戦死もファイナルフューズ完成までの単なる時間稼ぎとしか思っていない。また彼自身も極少量ずつ特殊生物の細胞を長年投与し、肉体を特殊生物と適合させた理性を保った特殊なフューズ（後のエボルとの中間的存在）でもある。帝王復活の際はすべての研究が水の泡となりひどく取り乱していたが、彼自身もファイナルフューズとなって武重とともに帝王封印のため立ち上がる。しかし帝王の体液を浴び顔の半分に火傷を負ってしまった。武重が帝王を封印したことで生存しており、5年後の最終決戦では左半身がサイボーグのような姿になっていた。

### 第2部（14巻以降）

#### クラスター7の住人
鷹代 魅央（たかしろ みお）
第2部における主人公。第1部の主人公であった鷹代陽と白崎直央の娘。家は特殊生物の生産、供給、研究をしている。基本的に無表情で誰とも接せずクラスの中でも孤立していた。エボルと普通の人間とのいわばハーフであるためエボルの血は右足の変化分しか受け継いでおらず、その右足を用いて戦う。普段はその足を隠すため右足に包帯を巻いており、クラスメイトから自傷行為を隠していると噂されている。彼女が心を閉ざすようになったのは最愛の弟である直輝を亡くしてからであり、直輝を殺した奏をずっと監視し復讐するチャンスをうかがっていた。ヴァリアントとなった奏に一時は苦戦するも、拓斗が隙を作ったことで倒している。殺された彼女の両親が翌日に何事もなかったように家にいたことから彼らは地上から送られてきたクローンであると知り、形見である直輝の眼球を用いて生き返らせることが可能であると考え地上に出ることを決意する。
初めて見た地上の世界が、特殊生物があふれて荒廃していたことに驚愕するが、そこで出会った生き残りのキイチら3人と出会い彼らの目的地であるあべのハルクスへ同行を決意する。自らがヴァリアントになることを恐れ特殊生物の肉を食べることを拒んでいたが、ヴァリアントが特殊生物の肉を食べ腕が再生するのを見て、道頓堀の番人との戦いで負傷した足が治るかもしれないと口にした。
傷は回復し、大阪城で父親のオリジナルである鷹代陽と再会を果たすが、直輝のクローン再生について意見が衝突。さらには傷を治すために特殊生物を食べたことが原因でヴァリアント化が進行してしまう。陽が肉体の制御方法を教えようとするが、直輝の件で意見が対立した父を拒絶。その後、ヴァリアント集合体の中に取り込まれたレンを救うために無理をしたせいで限界を迎え、全身が完全にヴァリアントと化してしまったが、陽の命懸けの呼びかけに心を開き人間の姿に戻った。怒りに我を忘れて再び暴走しかけるが、陽の幻が心を保たせヴァリアント化を克服し、完全なエボルへと変異した。父の意志を継ぎクローン製造装置を守るために圧倒的な戦闘力を見せつけナルミとルシリアを一旦は退けるも、キイチ達を人質に取られてしまう。しかしレンの奇襲と太陽の塔の暴走のおかげでキイチ達を取り戻し、仲間達と共に大阪城を脱出して早乙女のラボへと向かう。
クローン製造装置を奪われたため、救世主再生を阻止するためにラボで訓練を受け再度エボル化を試みるが、上手く変身できなくなってしまう。意気消沈していたところをレンの助言で、新たに守るべき仲間達のために戦うと決心したことで変身が可能になった。
鷹代 直輝(たかしろ なおき）
魅央の最愛の弟。幼少期に連続殺人犯によって殺害されてしまったが、彼を生き返らせることが魅央の目的であり生きがいとなっている。
辻本 奏（つじもと かなで）
魅央のクラスメイト。男子に人気があり、可愛く成績も良く魅力的と言われている。連続殺人犯の疑いをかけられた魅央の身を案ずるなど優しい性格である。魅央のことを心配し家に向かうもそこで特殊生物の襲撃を受けて重傷を負ってしまう。だが彼女の正体はヴァリアントであり、給食中食欲を抑えきれず学校を早退し隣人を喰い殺し、過去に魅央の弟である直輝を殺した張本人である。正体を現し怪物化して魅央と戦うも、拓斗の不意打ちに気を取られた隙に倒された。
拓斗（たくと）
魅央のことが好きな彼女のクラスメイト。彼女にアプローチをするも全く相手にされていない。殺人犯の疑いをかけられた魅央を心配し奏とともに彼女の家を訪れるも、そこで見たことのない特殊生物の飼育や彼女の両親と同一人物を複数目撃し驚愕する。奏との戦い後、魅央の口からクラスター7とその秘密を知り怒りを表すも、思いを寄せている彼女を守るためにともに地上に出ることを決意する。しかし彼もすでにヴァリアント化しており、魅央が地上行きのエレベーターに乗っている時に魅央に襲いかかったため、返り討ちにされて死亡した。
鷹代夫妻
魅央の両親。F地区の森の奥にある怪しげな巨大な施設のような家に住んでいる。一見普通の人間のように見えるが、その正体は第1部の主人公であった鷹代陽と白崎直央のクローン。精肉処理係、研究者など同時に複数人が存在し、死亡するとどこからか新しいクローンが送り込まれる。会話などはできるが設定された定型文をしゃべっているだけに過ぎず、自己意識や感情に乏しく常に笑顔のまま目は死んでいる。
陽のクローンはエボル化もできるが、ヴァリアントにやられてしまう程度の戦闘力しかない。直央のクローンは特殊生物も食べていない純粋な人間のため、ヴァリアント的には非常に美味らしい。

#### 地上の生存者
キイチ
地上の生き残りグループのリーダー格の男で20歳。最終決戦後に生まれ親を失い孤児同士集まって生きてきたという過去を持つ。地上では食べられるものは限られているため特殊生物の肉を食べているが、ヴァリアントになる可能性があることを承知している。ヴァリアントになったものは仲間でも即始末するという地上でのルールを魅央に伝えている。ハルクスに入るためには男女ペアであることが条件だという話を聞き、お互いの目的達成のため魅央を仲間に入れてあべのハルクスを目指す。
15年後にはナナセと夫婦となっており、6人の子宝に恵まれている。
レン
地上の生き残りのグループの1人。隻眼で左目を負傷している。口数が少ないクールな性格の男。魅央がエボルと知るとバケモン女と呼び敵意を表し、ほかの2人と違い彼女を自分たちの仲間にすることに反対していた。しかし番人を倒した際に重傷を負った魅央を率先して運び、また彼女から死んだ弟を生き返らせるために地上へ来たという強い意志を聞いてようやく彼女を仲間と認めた。
かつて姉と共に過ごしていたが、謎の男に姉を誘拐され左目を奪われた。瀕死のところをキイチのグループに拾われた後、さらわれた姉とその仇である「左肩に入れ墨がある男」を探し続けており、ルシリアのソウマが犯人だと気付く。大阪城襲撃前にソウマを問い詰めて姉の居場所を吐かせようとしたが、逆に罠にはめられてヴァリアント集合体の中に捕えられてしまう。魅央の決死の救出で助け出され、太陽の塔にやられて半死半生になったソウマとの決着をつけた。
その後、人質になっていたキイチ達を救い出して大阪城を脱出。ナルミを止める為にハルクスへ向かうメンバーに志願し、ハルクス内に取り残されていた姉と再会を果たすが、夫と赤ん坊がいる事を知り、お互いの道を行く事を決める。
15年後には魅央と夫婦となっており、鷹代が使っていた双剣ビームソードを携えて特殊生物と戦っている。
ナナセ
地上の生き残りグループの紅一点で18歳。もともとグループ内の女性が彼女しかおらず、年が近い魅央が仲間になることを快く了解している。陽気な性格でグループ内のムードメーカー的な存在であり、3人の中でクロスボウの腕は一番高い。巨乳。
15年後にはキイチと夫婦となっており、6人の子宝に恵まれている。
シオリ
レンの姉。「左肩に入れ墨がある男」にさらわれてしまった。生死不明であったが、命乞いをしたソウマがハルクスで生存していると吐いた。その後、クローン装置破壊の為にハルクスに潜入した際、レンと再会を果たす。

#### ルシリア
あべのハルクスにて真世界を管理する集団。メンバーが全員エボルで構成された戦闘集団であり、その人数は86人に上る。
また、所属メンバーはそれぞれ共通のマークの入れ墨を体のどこかに入れている。
主（マスター）/ナルミ
ルシリアの長であり、真世界（リワールド）を統べる者。部下や住人たちからは主（マスター）と呼ばれている。メンバー共通の入れ墨は左手の甲にある。住人に儀式と称してエボル細胞を注射し、無事にエボル化できた者をルシリアのメンバーに引き入れている。
大阪城にあるクローン製造装置を手に入れるため、魅央を交渉材料に差し向けた。鷹代陽が率いていたエボル部隊の元研修生であり、第一部最後の最終決戦時、楔となったはずの武重が帝王とファイナルフューズをして他の帝王クラスを全滅させたのを見て救世主（メシア）と崇めている。決戦後に帝王とほとんど同化してしまった武重の脳だけを取り出しており、脳とクローン製造装置を使って完全な武重を復活させ、地上を特殊生物ごと全て滅ぼしてエボルを地球の支配者にするのが目的。隊長であった陽と互角に渡り合うほど非常に戦闘能力が高い。
150種の特殊生物細胞全てを武重に投与し、帝王と合体させて人類再興の救世主にするはずだったが、武重が進化の頂点を極めるのを見届けたいと思い、自分の持つ膨大な知識と交換に武重に自ら取り込まれた。
カドワキ
ハルクスの門番を務める大柄な男。エボル化しない状態でも魅央を圧倒するほどの戦闘力を持ち、エボルの力以外に大振りのナイフも使って戦う。メンバー共通の入れ墨は右胸にある。ソウマと共にヴァリアント集合体と同化して太陽の塔を追い詰めたが、塔が暴走状態に入ったことでヴァリアント集合体ごと食われた。
ソウマ
主からの依頼の際カドワキと共に同伴を命じられた男。戦闘では鋭い爪を使って戦う。メンバー共通の入れ墨は左肩にある。レンの姉を誘拐した張本人で、レンが初めて詰問した時は「そんなのはいちいち覚えていない」と語ったが、実際はさらった女の顔と名前を全て記憶していた。ヴァリアント集合体と同化後、集合体が太陽の塔に食われかけた際に下半身を食い千切られた状態で脱出、レンに見つかって姉の情報を条件に助けを乞うも、始末される。

#### その他
鷹代 陽(たかしろ あきら)
第一部の主人公。魅央の父親で、大阪城でクローン製造装置を守っている。クローン製造装置を使って自分と直央のクローンを製造してクラスター7に送り込んでいた。大阪城には自分のクローンを大量に配備し、鎧武者の格好で武装させている。陽のクローンは実年齢47歳同等の中年姿だが、オリジナルの彼はエボルの力で細胞の劣化を防いでおり、最終決戦当時の若々しい姿を保っている。ギガトール型達との最終決戦後は直央と結婚し、アイランド（北海道）で妻子と共に生活をしていたが、大規模な特殊生物災害に見舞われ直央を失い、自分と直央のクローンに魅央と直輝を託してクラスター7へ送り込んだ。
クローン製造装置の使用を頑なに拒み、魅央の願いである直輝の蘇生すら断った。その理由は、クローンで死んだ人間を再生させても同じ記憶や人格は宿らない別人でしかなく、妻・直央のクローンでそれを実感した陽は、偽者との偽りの時間ではない本人と生きた掛け替えのない時間を大切にしたいがためであった。この思いは魅央にも伝わり、魅央は直輝のクローン復活を止めている。
ナルミのいう救世主（メシア）が復活すれば今度こそ人類は滅亡すると察し、それを阻むためにルシリアと聖戦に挑むが、暴走しヴァリアント化した魅央を守りながら戦うことは難しく、ナルミの一撃の前に体を両断され死亡した。しかしその想いは魅央の理性を取り戻し、彼女の完全エボル化の決定打となる。
久遠 絢士(くどう けんじ)
陽の親友だった瑛士の弟。ナルミが送り込んだヴァリアント集合体を相手するために、太陽の塔に偽装したトールタイプとファイナルフューズして登場。陽と同様若々しい外見を保っている。戦闘中に太陽の塔を制御するために脳を太陽の塔と直結させたが、それでも上手くいかずに暴走状態に陥ってしまう。更には目の前で陽を殺されてしまったことで完全に理性が飛んでしまうが、魅央の喝で正気を取り戻し、ぎりぎりの状態で大阪城を脱出した。最後の決戦では、彼の身を挺した作戦が世界を救う事になった。
白崎 直央（しらさき なお）
第一部のヒロイン。魅央の母親で第二開始時すでに故人。アイランドで2人の子をもうけるが、大規模特殊災害の際に魅央を瓦礫の倒壊から身を挺して守り、命を落とした。
藍沢 未来（あいざわ みく）
第一部のヒロインであり陽の幼馴染。エボルではないので見た目も47歳相当に年を取っている。魅央が小さいころ、アイランド（北海道）で一緒に生活をしていた。現在は大阪のラボにいる。
武重 満（たけしげ みつる）
自らが楔となり帝王の中枢に刺さって再び封印した人物。最終決戦時に帝王にファイナルフューズして蘇り、日本に襲来した帝王クラスのギガトール型を全滅させて再び永い眠りについた。
その後、帝王と完全に一体化してしまい何をしても目覚めなかったが、ナルミが脳だけを取り出してクローン製造装置にかけ、新たな体に移植することで復活する。帝王の細胞を取り込んでいたため、本来なら再生に10日かかるはずが瞬く間に成長し8日で完成した。しかし目覚めた時には過去の記憶を忘れており、「人間を破壊したい」という欲望だけの存在となっていたため、復活した際に復活祭を開いていたルシリアと真世界の住人を皆殺しにしてしまう。見た目は普通の人間のままだが戦闘力がずば抜けて高く、陽に勝るとも劣らない変身状態の精鋭エボル達を瞬殺し、陽を超える実力の魅央すら歯が立たない。これはナルミが全ての特殊生物細胞を武重に取り込ませたのが原因で、完全エボル化すると人間時の数十倍の大きさまで巨大化し、帝王すら一方的に蹂躙する事ができる。
早乙女（さおとめ）
対特殊生物機構の統括責任者を務める男。かつてはアイランドの基地で対策に当たっていたが、北海道が大規模な特殊生物災害に見舞われ瓦解してしまったため、今は大阪のラボを拠点としている。15年後の世界では太陽の塔でトール型を意気揚揚と殲滅している。
レオ、リン
魅央とレンの子。兄レオ、妹リン。身体能力が高く通天閣を木登り感覚で飛び回る。二人共容易くエボル化が可能で、レオは陽似、リンは魅央似の変身形態を持つ。

## 用語

### 謎の生物
特殊生物とも呼ばれており、地震と共に突如出現した未知の生命体達。形態や大きさは様々で、小動物ほどの生物もいれば、ビルよりも大きい生物もいる。仲間意識はなく、種類が違えば縄張り争いする。巨大な怪物はトール型と呼ばれ、トール型が出現する時には穴が発生する。物語が進むにつれ立川だけでなく、お台場、新宿、京都にも出現していった。トール型は出現場所によって姿や能力が違う。第二部では食用に生産、供給、研究をされており、その味はかなり美味しいらしい。ただし食べることで後述のリスクが生まれる。その正体は、人間を害とみなした地球による自浄作用が生み出した産物だった。

#### 小型種
1メートルから10数メートルぐらいまでの特殊生物の総称。幼体は人間に寄生することも出来るが、人間側に適正がない場合は一定時間経過すると人間の肉体が耐え切れず共に自爆する。適応した場合、後述の「フューズ」になる。
ワーム系/ムカデの小型種（仮称）
序盤で初めて接触した特殊生物。頭部は単眼と無数の触手で覆われており、胴体は強靭な甲殻で覆われている。小型種の中でも特に巨大に成長する種であり、中にはマンションや学校を一匹で覆い尽くすほどの長さに成長する。一定の段階にまで成長すると二匹ずつとぐろを巻いて繭を形成し、一体の人型に近い姿に変態する。胎生で無数の幼体を生み出す。
マンションでの小型種（仮称）
頭部には幾つのも目を持ち、全身に出来物が出来ている。両腕は重厚な鎌になっている。卵生。
デパートでの小型種（仮称）
非常に細長い体型をしており、外見から見える筋肉は両腕と体の中心部分にしか存在しない。四肢は非常に鋭く、人体を容易に切断・貫通する。腕には触れただけで人体を破裂させる液体を噴射する機能があり、直接撃ち込むことも可能。
新宿のトール型の小型種（仮称）
新宿のトール型と同じく不定型な体を持つが、四足歩行の獣に近い姿を取る。同じく生命力も高く、光の壁や戦車砲の直撃を受けても再生する。
地下道での小型種（仮称）
ゴキブリに近い姿の特殊生物。殺した生物を肉団子に加工して貯蔵する習性がある。火に怯えるが短時間しか効果がない。飛行能力がある。
マンションの追跡型小型種（仮称）
魅央、キイチ、ナナセ、レンをしつこく追跡した種。体をタイヤや、人間のように変え、魅央達を追い回した。股間にあるセンサーで居場所を突き止めていたが、ナナセのボウガンで撃たれビルから落下し、ヴァリアントに捕食された。
番人
道頓堀を立ちふさがったタコの様な特殊生物。全身に目が生えており、触手から道頓堀の水を吸い上げ、超高圧で放出する。頭の上も同じく、上からの攻撃も可能。キイチ達の仲間も番人に惨殺された。魅央の決死の一撃で倒されるも、魅央に重傷を負わせた。
動物系特殊生物
あべのハルクス到達前の魅央達に襲いかかったライオン、熊、キリン、ゴリラ、象の5種の動物。特殊生物と融合している。中でも特に象が一番大きく、その体躯は20m近い上、魅央の攻撃も全く受け付けないほど皮膚が硬い。火を怖がる習性がある。

#### トール型
数10メートルから数100メートルぐらいまでの巨大な特殊生物の総称。
立川のトール型
作中で初めて出現した巨大生物。立川の生物の中では穴の下にいる存在を除いて最も巨大である。本作で最も怪獣のような姿をしている。6本の触手と尻尾を持っており、これらを攻撃に使う。目がない。当初はトール型かは不明だったが、後にトール型の一種と判明する。
京都のトール型
京都に出現した巨大生物。胸に巨大な目玉を持つ二足歩行の虫のような生物。
お台場のトール型
お台場に出現した巨大生物。腹部に陰嚢のようなものを複数垂れ下げた姿をしている。両腕は砲撃機能を持っており、作中で初めて遠距離攻撃を見せた。特殊生物対策部隊の兵器で黒焦げにされたが、後に再生して活動を再開した。新宿にまで侵攻したが、下記のトール型に取り込まれた。
新宿のトール型
新宿に出現した巨大生物。最もグロテスクなトール型であり、顔や口が複数ある不安定な外見の生物である。小型種を生み出す能力を備えている。戦闘機を墜落させるなど戦闘力が高く、不定形であるがゆえにあらゆる攻撃（毒ガスを含む）を受けても復活するほどの生命力を持つ。お台場のトール型を取り込み、水道橋に侵攻するがプロトタイプのフューズ達によって倒された。
水道橋のトール型
水道橋に出現した巨大生物。全身に棘を生やしたトール型、鳥に近いトール型、クモ似なトール型の3匹が同時に出現し、互いに争いあって鳥に似たトール型が生き残るが、プロトタイプのフューズ達によって倒された。鳥型、棘型は物理的な攻撃を使ったがクモ型は口から糸を使いミサイルを打ち返した。また、鳥型は胸の間の穴から巨大な卵の様な物体を棘型に打ち、中からの液体で棘型を倒した。
隅田川のトール型
隅田川に出現した巨大生物。イカの様な軟体生物の身体をしており、幾つもの巨大な触手を持つ。フューズ04によって倒された。
始まりのトール型
謎の軍隊のスカイツリー本部の地下に存在するトール型。
大阪（地上）のトール型
魅央の前に立ちふさがった虫の様な形のトール型。

#### ギガトール型/帝王型
およそ全長数百kmの超巨大特殊生物。第1部ではギガトール型、第2部では帝王型と呼ばれた。
帝王
スカイツリーの地下に眠る特殊生物の帝王たる存在。地下深く伸びるスカイツリーが重要器官を貫くことによって封印されており、各地で発生したトール型たちはそれを目覚めさせようとスカイツリーを目指している。その後闘争本能が高められたファイナルフューズ武重が目覚めさせてしまうのだが、その大きさは凄まじく、地下から上体を起こしただけで東京が壊滅した。また、立川の穴から見えた巨大な目はこの帝王のものだった。
世界各地のギガトール型
後に"最終戦争"と呼ばれる戦いで日本に襲来したギガトール型たち。そのどれもが帝王級の大きさを誇る。楔になったことで結果的に帝王にファイナルフューズを果たした武重により全滅させられた。うち一体は大阪付近に倒れている。

#### その他の用語
破壊樹
ナルミを取り込んだ武重の意志に地球が共鳴して出現させた生命の樹。地球の自浄作用である30年に及ぶ一連の特殊生物災害の総仕上げとして、大量破壊生物が実っている。
そのもとは地球自身が地中深くに生み出した生命の種であり、地球の害となった人間とその文明を滅ぼして新たな生態系を作る事が目的。今までの特殊生物も全てこの樹が生み出したものであり、武重により枯死した後は新たな特殊生物が生まれないようになった。

### フューズ
特殊生物を人体と融合させた生物兵器。不均一なマスクと装甲スーツを着用している。極めて高い戦闘力を持ち、条件次第でトール型を瞬く間に倒すことも出来るが、人間としての理性がほとんど残っていない。フューズ適合者を生み出すには、特殊生物の細胞を培養して移植したものと、特殊生物に寄生され自然発生したものの2種類があり、特に後者は強力なフューズになりやすい。トール型が出現する穴（デン）の発生地域を壁で隔離したのは、自然発生型フューズの「苗床」とするためである。01と02はスカイツリー本部で開発されたプロトタイプであり、体の各所からケーブルやパイプが露出している（制御にも不安定さがあり、現に01から04は暴走している）
フューズ01、フューズ02
標準的な体形をしているが3本の腕を持つタイプと非常に長い首を持つタイプ。両者ともにグリップ付きのブレードを装備しており、トール型の頭部を吹き飛ばすほどの爆弾を装備している（3本腕は3発装備している）。作中では両者の分別がされていない。
フューズ03（武重 満）
右腕に巨大なナイフを装備したタイプ。自然発生型。左腕にはグリップ付きのブレードを有し、上記の爆弾を2発装備している。後にフューズ04との戦いで右腕を失い、カプセル保存されていた別のフューズの剛腕を移植された。
フューズ04（久遠 瑛士）
全身の9割を特殊生物と機械で構築されており、フューズでも取り分け巨体。自然発生型（特に珍しい二種類の特殊生物が融合した個体）。フューズシリーズの最高傑作と言われており、始まりのトール型と同様に特殊生物対策部隊の最高戦力として数えられている。右腕はナイフで構成された義手を持ち、長大な左腕には側面に幾つものブレードを装備し、先端の口内にはビームの発射口が存在する。
陽の呼びかけで正気を取り戻した後、スカイツリーに向かってくるトール型を数体まとめて瞬殺、その後も襲いくるトール型の集団を一人で撃退するほどの戦闘力を誇る。サソリに似たトール型の尾で貫かれ、捕食される寸前で道連れに自爆した。
その他のフューズ
ヘリから投下されたロケット重機関砲を持つタイプ、右腕がエネルギーソードになっているタイプ、両腕が大砲になっている二対、伸縮式の腕に巨大なドリルをもつタイプ、両足のジェットで空を飛び爪で攻撃するタイプ、巨大ガトリング砲を備えたタイプ、巨大な腕を持つタイプ、四本腕で剣とハンマーを持つタイプ、レーザーライフルを備えたタイプなど。総勢100体もの軍勢だったが、スカイツリーを襲撃するトール型の群れを半数も撃破できず壊滅した。
ファイナルフューズ（最終融合）
トール型の特殊生物とフューズとなった人間との融合体。トール型の頭部に下半身と両腕を接続するユニットのような物をつけ、それでフューズ（またはエボル）と接続する。トール型を自在に動かすことができるため、その戦力は全フューズシリーズをも上回る。
ファイナルフューズ武重
武重とはじまりのトール型とのファイナルフューズ体。その圧倒的な力でスカイツリーに集結した数多くのトール型を殲滅した。しかし、闘争本能が高められたことでより強い相手を欲し、帝王を復活させてしまう。両腕からブレードのようなものを出して戦う。帝王に両足と左腕を奪われたが、その身を楔にして帝王を活動停止に追い込んだ。
ファイナルフューズ早乙女
早乙女があらかじめ確保しておいたトール型と融合したファイナルフューズ体。うんこのオブジェの中からコクピットに入る。一つ目のエイを頭に被せたような姿で、全身から岩石を無数に発射して攻撃する。帝王の活動を停止させるためファイナルフューズ武重をサポートするが、武重を庇って帝王の煮えたぎる体液を浴びてしまい戦闘不能となった。
太陽の塔
大阪城がヴァリアント集合体に襲われた際、絢士が乗って助けに駆け付けた。太陽の塔に偽装されており、戦闘時は中のトール型により戦闘形態をとる。エネルギーをチャージして、目からビーム光線のような物を発射することができる。劣勢に陥った際に暴走状態になり、早乙女の強制終了を受けて三ヶ月再起動不能になった。

### エボル
人間と特殊生物をハイブリッドした人類の「進化系」。フューズと同様に人間と特殊生物との混合体であり超人的な身体能力を誇るが、最大の違いは人間としての理性を保ったまま自らの意志で肉体の変化が可能なこと。もちろん変化後に人間状態に戻ることも可能で、細胞の劣化を防ぐことで肉体の老化も止めることができる。早乙女の口から今後の人類の基礎となる人間と言われており、5年後の総力戦では初代エボルである陽の細胞を培養し人工的にエボルを作りだすことが可能となった。ただしエボル適正者でない者に細胞を注入した場合、悪性反応によりヴァリアント化してしまう。
また、魅央のように部分的にしか変化できないように処置することもできるが、その場合は全身の肉体変化の操作に制限が掛かるため、特殊生物の肉を食べてしまうと急速にヴァリアント化が進行してしまう難点がある。
フューズと比較すると理知的な行動面などで優れるが、フューズのように人間性を放棄した重武装の大型兵器との融合は控えられている為か、単体での破壊力や殲滅能力の点ではエボルの方がやや劣っている。
エボル鷹代(陽)
人類初のエボルであり、最強のエボルとも呼ばれている。特殊能力のようなものはないが、身体能力が異常に高い。二対のビームソードのような武器を用いて戦う。
エボル早乙女
陽とは違い、エボルよりフューズに近い存在。特殊生物の細胞を長い期間をかけて少しずつ移植して体を慣らすことで、ある程度の理性を保ったまま変異できたタイプ。博士の異常性が特殊生物細胞投与によるものか生来の性格かは最後まで不明だった。
エボル絢士
変異すると口元のマウスガードのシャッターが閉じる。特に特殊能力のようなものは見受けられないが、ロケットブースター付の巨大なハンマーのような武器を使って戦う。
エボルナルミ
変異すると首の回りから鋭利な刃が幾重にも伸び、全身が金属的になる。リボンのような刃で攻撃を防ぎ、体を高速回転させて敵を切り裂く。その他、首の回りの刃を手裏剣のように射出して攻撃する。
エボルカドワキ
変異すると全身が岩のように硬質化し、刃物を通さない頑強な体になる。その体質で強化した大型ナイフで戦う。
エボルソウマ
変異すると全身に青い血管が走った紫の体躯になり、鋭い牙と爪を用いた俊敏な攻撃を得意とする。
エボル魅央
ナルミへの怒りで暴走した魅央が、陽の優しさのおかげで理性を取り戻し、ヴァリアント化を制御して完全エボル化した姿。全身が硬質化、特にポニーテールだった部分は鋭い尻尾のような部位になり、自由自在に操って切り裂いたり貫くことができる他、絡め取ったり周囲に展開して防御壁になどもできる。ルシリアのエボル6体を瞬殺し、陽と対等に渡り合ったナルミすら一蹴するほどの実力を見せたが、他のエボルと違い変身には不安定な要素が残る。
アイランドエボル部隊
早乙女が帝王の覚醒から5年後、エボルの適性検査に陽性を示した者に陽の細胞を移植して生み出したエボル戦闘部隊。特殊能力を持つ者もいるが、主に最新鋭の様々な特殊兵器を使って戦う。最終決戦にて42人のエボル部隊のうち38名がトール型撃退時に死亡、更に他2名はギガトール型の一撃で瞬殺され、生き残ったのは陽と絢士の二名のみである。
ルシリアエボル軍団
かなり多種多様なタイプが存在するが、名前が分かっているのはナルミ以下3名のみ。戦闘力はクローン陽よりも強いが、ナルミ曰く「並のエボル」。エボル部隊のような武器がないためか、主に体の特殊能力を駆使して戦う。
量産型エボル鷹代
クローン陽が変身する。形態の見た目はエボル鷹代に酷似しているが、戦闘経験を積んでおらず、細胞の劣化コピー品のためか戦闘力はあまり高くない。大阪城のクローン達は武者鎧を着込み日本刀で戦う。
対特殊生物機構エボル部隊
対特殊生物機構所属のエボル達。絢士曰く、陽に引けを取らないほどの精鋭達。恐らく早乙女が開発したと思われる特殊兵器を用いて戦う。
ヨリコは多眼の面とメデューサのような頭に変異、ブースターがついたブーツによりカポエラのような足技を使って戦う女性で、隊長（陽）が魅央を守って死んだことを恨み魅央にきつく当たっている。シュウは鉞とマシンガンが合わさったような武器を背負っていたが、変異する間もなく武重に蹴りで文字通り一蹴され、ハルクスのビルから転落。トウマはヨリコと共に魅央の訓練に付き合っていた男性でブレード付トンファーで戦うが、武重には全く通用せず、手刀の一振りで真っ二つに両断された。
エボル武重
150種の特殊生物細胞全てを投与して誕生した史上最強最大のエボル。完全変異すると人間時の数百倍の巨大な頭部から、直に手足と翼、尾のようなものが生えた形態となり、その力は“帝王”すらも遥かに凌駕する。両腕の先は砲口になっており、一撃で帝王の手を軽く吹き飛ばすほどの衝撃波を放ち、尾のような物の先からは謎の液体を拡散発射し帝王の頭を丸ごと溶かしてみせるなど、一方的に嬲り殺した。

### ヴァリアント
特殊生物の肉を食べ過ぎたことで変貌した元人間。特殊生物も食らうが、人間を好んで捕食する。フューズやエボルに近い存在だが、2種と比較すると戦闘能力はあまり高くなく、人間や特殊生物の肉を食べると傷が再生する。
ヴァリアント（クラスター7）
クラスター7内で起きていた連続殺人事件の犯人であり、魅央のクラスメイトである「辻本奏」と「拓斗」の正体。人間としての意識を失うことなく人間のフリをして生活しており、変異するとかなり巨大で原型を留めなくなるが、会話などの意志疎通はできる。
ヴァリアント（地上）
クラスター7のヴァリアントとは違い、理性をなくして特殊生物と混ざり合ったような姿のまま徘徊している。また、変異時のクラスター7のタイプよりは人間に近いサイズと原型を保っているが、知性や理性がないので人間を装って騙すようなことはしてこない。人間を視認すると捕食しようと襲ってくるが捕食対象は人間に限らず、弱っている特殊生物も捕食する。
ヴァリアント集合体
エボル適性を持たない一般人に陽のエボル細胞を注入したことで悪性のエボル（ヴァリアント）化した人間を大量に融合させた巨大な亜人型の怪物。頭が三つ、腕は4本、ずんぐりむっくりな体型で普通のトール型より圧倒的な戦闘能力を誇り、大阪城の前に立ちふさがるトールタイプ二体を瞬殺した。そのまま大阪城に侵攻するが、絢士の操る太陽の塔に頭二つを潰され敗れる。その後、カドワキとソウマがファイナルフューズのように頭部に融合することで復活し、見た目もよりスマートでマッチョになり戦闘能力も劇的にアップした。頭部に融合したエボルの能力を再現できるらしく、体から剣を作り出したり鋭利な爪を伸ばしたりできる。太陽の塔の切り札だった目からのビーム光線に頭を一つ潰されるが、そのまま反撃してねじ伏せる。しかし絢士のコントロールから離れ暴走した太陽の塔に頭から丸飲みされるように食われた。
ヴァリアント魅央
足だけの変異だった魅央が傷を治すために特殊生物の肉を食べたことが原因で、全身がヴァリアント化してしまった姿。変異すると胸を打つような激しい動悸がする。理性はほぼないが、父への強い思いのため、陽を狙って攻撃している。父の死と想いにより、後にエボル化に成功してからはこの状態になることはない。

### 組織
特殊生物災害対策部
第一部における日本政府直属の特殊生物の研究及び対策措置を実行する組織。黒の軍隊（特殊生物対策部隊）を指揮している。スカイツリーの地上から455m地点、展望台の一つ上に本部司令室がある。
ルシリア
第二部でナルミが率いるエボル集団。あべのハルクス内を真世界（リワールド）と呼び、衣食住の環境を維持する事で人間を誘い招き入れつつ戦力となるエボルの増強などを行いながら、メシア復活を画策している。
対特殊生物機構
第二部における日本政府直属の特殊生物討伐及び日本復興を担う組織。大阪万博記念公園内の自然文化園の太陽の広場の地下が中央基地となっている。政府はかつてはアイランドの基地で対策に当たっていたが、北海道が大規模な特殊生物災害に見舞われ瓦解してしまった。しかしその後も水面下で人類復興計画を進めており、日本各地で地下実験施設「クラスター」に一定数の人類を確保している。魅央が住んでいたクラスター7はその一つ。

### 兵器
主に黒の軍隊が用いていた巨大兵器。攻撃兵器の名前はいずれも同名の映画タイトルがある。他に一般的な戦車や戦闘機、携行火器などもあるが、小型種を掃討することはできてもトール型以上の怪物には通用していない。
パレットタウン大観覧車機関砲（仮称）
大観覧車の全ゴンドラにガトリング砲が内蔵されており、高速回転しながら一斉掃射する兵器。台場トール型に先制攻撃を加えたが効果はなかった。
スフィア
お台場のテレビ局の球体展望室に偽装された大型爆弾。台場トール型を一時的だが黒焦げに焼き尽くしたものの、後に復活されてしまい、結局足止め程度にしかならなかった。
ブラックレイン
対特殊生物用大型ロケットランチャーを都庁の全窓から文字通り雨のように一斉発射する作戦。この作戦で一時は新宿トール型を撃破したかのように見えたが、後に巨大化して復活されてしまう。
ザ・フォッグ
対特殊生物最終兵器。東京モード学園コクーンタワーそのものがロケット弾となり、爆発することで強力な毒ガスを散布する。この毒ガスに触れると人間はもちろん並の特殊生物でも一瞬で死滅し、触れた木々も枯れ果てる。発動前にトール型を逃さないために都庁から無数のワイヤーが発射されて捕縛する。しかし小型種を一網打尽にできたものの、新宿トール型の活動を一時的に止めた程度で、結局足止め程度の効果しかなかった。
パルスウォール
通称「光の壁」。ピラーと呼ばれる発生装置を軸にレーザー光線による壁を作り出し、触れた物を一瞬で黒焦げにする防御壁。地下鉄の出入り口など狭い出入り口にも設置されている。スカイツリーを守るパルスウォールは東京の電力全てを集めた強力なものだが、一部のトール型には突破されてしまった。

### 地名
アイランド
北海道のこと。原因は不明だがなぜか特殊生物が存在しないためアイランド（安全地帯）と呼ばれている。「特殊生物災害」発生直後に政府は首都機能をここに移している。また、財政界の有力者や一部の富裕層が全国各地から押し寄せた結果、人口過密による食糧危機やエネルギー問題など様々な問題に見舞われている。そのため、生存者がいたとしてもエボル適合率が高いとされる18歳以下でエボルテストで陽性を示した者以外は本土からの救出が許されていない。
第二部開始時点では大規模な特殊生物災害により壊滅していることが早乙女の口から明らかにされた。
クラスター7
本作第二部において魅央達が住んでいる街の名称。政府によって地下に作られている。そこの住人は幼少期からの情報操作でこの街が世界のすべてだと思いこまされている。街が作られた目的は、将来の食料危機に備え特殊生物の肉を食料として与えた結果、人体に及ぼす影響を調べるためだと魅央の口から明かされる。そこではヴァリアントとなった人間が近所の住人を食い殺す事件が頻発している。しかし地上での生存者が特殊生物の肉を貴重な栄養源として食べていたことから、クラスター7で行われたことは全く意味をなさなかった。また、7以外にもクラスターはいくつも存在し、一定数の人類を確保する施設として使われている。
住人については「#クラスター7の住人」の項を参照。
あべのハルクス
大阪の生存者たちが集まる大型施設。かつては「特殊生物災害」に備えた軍施設であり西日本の人類防衛の要であった。出入り口は頑強で巨大な門と大型火炎放射器、エボルの見張りがついている。その内部は真世界（リワールド）と呼ばれ、ルシリアという集団の下維持、管理が行われている。食糧は水耕栽培で野菜を生産し、牛や豚も育ててまかなっており、ソーラーパネル、大型蓄電システム、地下の小規模火力発電所により電力も維持されている。定期的に「進化の儀」と呼ばれる儀式が行われ、住人にエボル細胞の注入をしている。
ルシリアのメンバーについては「#ルシリア」の項を参照。

## 書誌情報
- 本田真吾 『ハカイジュウ』 秋田書店〈少年チャンピオン・コミックス〉、全21巻[注 2]
  1. 2010年8月6日発売、ISBN 978-4-253-20424-8
  2. 2010年11月8日発売、ISBN 978-4-253-20425-5
  3. 2011年3月8日発売、ISBN 978-4-253-20426-2
  4. 2011年7月8日発売、ISBN 978-4-253-20427-9
  5. 2011年11月8日発売、ISBN 978-4-253-20428-6
  6. 2012年3月8日発売、ISBN 978-4-253-20429-3
  7. 2012年7月6日発売、ISBN 978-4-253-20449-1
  8. 2012年11月8日発売、ISBN 978-4-253-20450-7
  9. 2013年3月8日発売、ISBN 978-4-253-20451-4
  10. 2013年7月8日発売、ISBN 978-4-253-20452-1
  11. 2013年11月8日発売、ISBN 978-4-253-20459-0
  12. 2014年3月7日発売、ISBN 978-4-253-20460-6
  13. 2014年7月8日発売、ISBN 978-4-253-20468-2
  14. 2015年3月6日発売、ISBN 978-4-253-20469-9
  15. 2015年7月8日発売、ISBN 978-4-253-20470-5
  16. 2015年11月6日発売、ISBN 978-4-253-22671-4
  17. 2016年3月8日発売、ISBN 978-4-253-22672-1
  18. 2016年7月8日発売、ISBN 978-4-253-22673-8
  19. 2016年11月8日発売、ISBN 978-4-253-22674-5
  20. 2017年3月8日発売、ISBN 978-4-253-22675-2
  21. 2017年7月7日発売、ISBN 978-4-253-22676-9